# مارگریت یورسنار
‏مارگریت یورسنار (به فرانسوی: Marguerite Yourcenar) ‏ (۸ ژوئن ۱۹۰۳ در بروکسل بلژیک – ۱۷ دسامبر ۱۹۸۷ در جزیره مونت دسرت، آمریکا)، رمان‌نویس و نمایشنامه نویس، شاعر و پژوهشگر فرانسوی بود.
نام واقعی او (به فرانسوی: Marguerite Cleenewerck de Crayencour) است. مارگریت یورسنار نخستین زنی است که پس از تأسیس فرهنگستان فرانسه (در ۱۶۳۵) به عضویت آن درآمد (در ۱۹۸۰). نخستین رمان او به نام الکسیس در سال ۱۹۲۹ چاپ شد. مهم‌ترین رمان او خاطرات آدرین است که در ۱۹۵۳ چاپ شد. یورسنار در سال ۱۹۷۹ شماری از سروده‌های یونان باستان را با نام تاج و چنگ به زبان فرانسه ترجمه کرد و به چاپ رساند. گذشته از آن، چند نمایشنامه با محور فرهنگ یونانی کهن نوشت که از میان آنها، می‌توان از الکترا یا فروافتادن چهره‌پوش‌ها در ۱۹۵۴ و افسانهٔ آلکستیس در ۱۹۶۳ یاد کرد.
یورسنار جایزه‌های ادبی مهمی را از آن خود کرد و اکنون محل زندگی‌اش در جزیره مونت دسرت آمریکا به موزه تبدیل شده‌است.

## زندگی

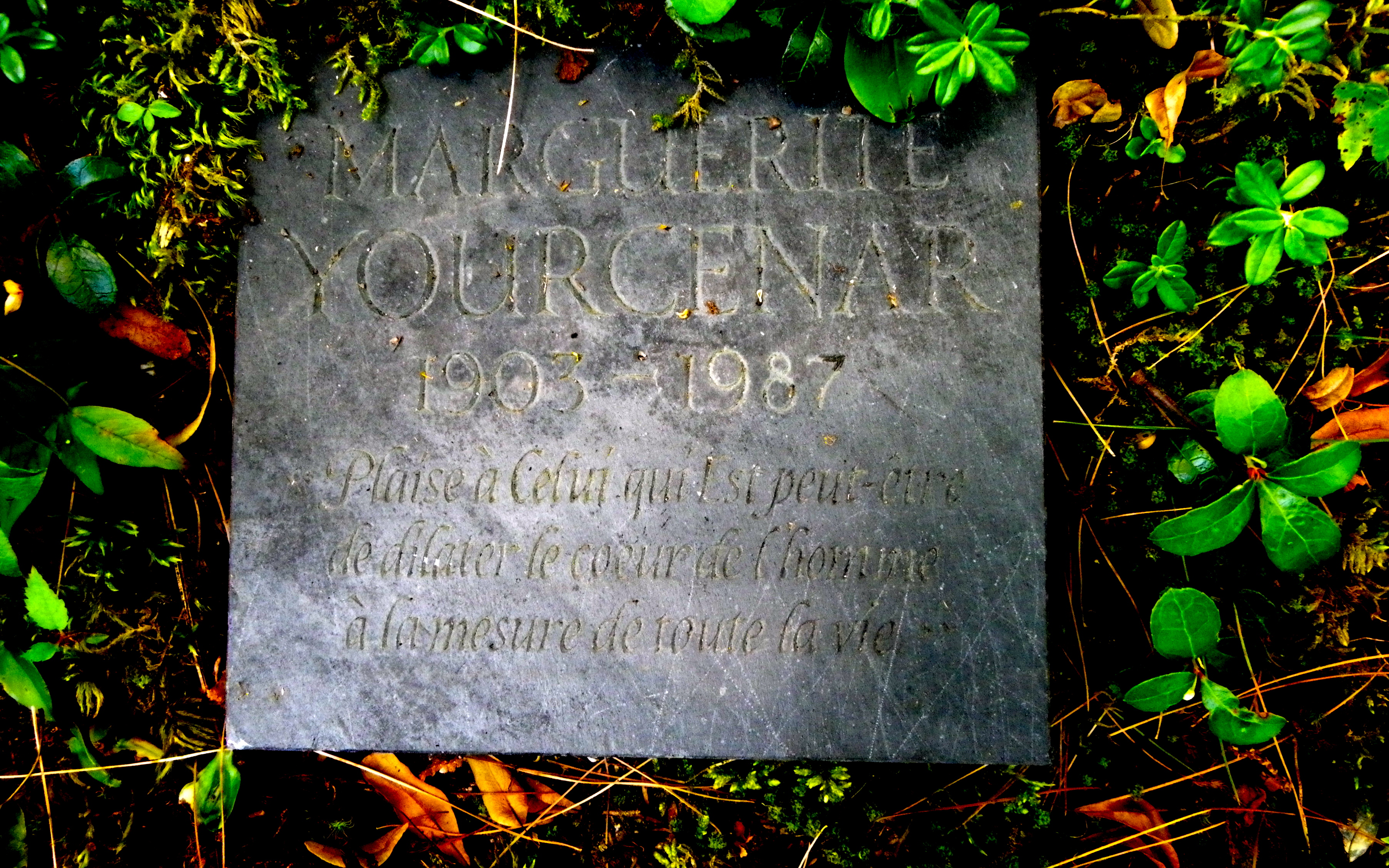

یورسنار در سال ۱۹۳۹ به دعوت مترجمی به نام گریس فریک به نیویورک آمریکا رفت. یوسنار و فریک به یکدیگر علاقه‌مند شدند و تا زمان مرگ فریک در ۱۹۷۹ با هم زندگی کردند. خاطرات آدرین و بیشتر آثار یورسنار را نیز گریس فریک از فرانسوی به انگلیسی ترجمه کرده‌است.

## آثار
- باغ شیمرها (شعر)
- خدایگان، مردگان نیستند (شعر)
- الکترا یا فروافتادن چهره‌پوش‌ها (نمایشنامه)
- افسانهٔ آلکستیس (نمایشنامه)
- مرگ ریل بست را می‌راند.
- آنچه که هنری ماسه می‌داند
- اثر شب
- پرتره‌ای از یک دیدار
- پرسش‌هایی از مارگارت یوسنار
- خاطرات آدرین [یا خاطرات هادریانوس]

در این کتاب وی پادشاهی را به تصویر می‌کشد که سعی در رسیدن به فرزانگی و کمال نفس دارد. تصویر وی از انسان در این کتاب به رواقی گری اپیکورها بسیار مشابهت دارد.

### آثار ترجمه شده
- شراره‌ها

این کتاب با ترجمهٔ رضا رضایی و از سوی نشر نامک منتشر شده‌است. در این کتاب یورسنار به دنبال ارزش‌های ابدی و مفهوم عشق است.
- چگونه وانگ فو رهایی یافت: این داستان که در مجموعه داستان‌های شرقی وی به چاپ رسیده‌است به خامهٔ ابوالحسن نجفی در مجله آزما و بیست‌ویک داستان از نویسندگان معاصر فرانسه چاپ شده‌است.[۷]
- خاطرات هادریانوس

این اثر با ترجمهٔ رضا قیصریه در مجله گلستانه به چاپ رسیده‌است.
- داستان‌های شرقی

این اثر با ترجمهٔ لیلا ارجمند از سوی انتشارات روشنگران به چاپ رسیده‌است.